# Cova de Chauvet
La cova de Chauvet o cova de Chauvet-Pont-d'Arc és una cova en el departament d'Ardecha del sud de França que conté unes de les més antigues pintures rupestres conegudes, així com altres manifestacions de la vida del Paleolític superior. Es troba prop de la comuna de Valon-Pont-d'Arc en un penya-segat de calcària sobre l'antic llit del riu Ardecha. Descoberta l'any 1994, és considerada una de les més significatives de l'art prehistòric. La cova és també una referència per a la qualitat de conservació de l'art rupestre i la gestió del lloc. L'any 2014, la Unesco va triar la cova de Chauvet com a Patrimoni de la Humanitat.
La cova va ser explorada per primera vegada el 18 de desembre de 1994 per un trio d'espeleòlegs: Éliette Brunel-Deschamps, Christian Hillaire i Jean-Marie Chauvet, de qui va prendre el nom. A més de les pintures i altres proves d'activitat humana també van descobrir restes fossilitzades, petjades i marques d'una varietat d'animals, alguns dels quals s'han extingit. L'estudi addicional de l'arqueòleg francès Jean Clottes ha revelat molt sobre el lloc, encara que la datació ha estat motiu de certa controvèrsia.

## Característiques

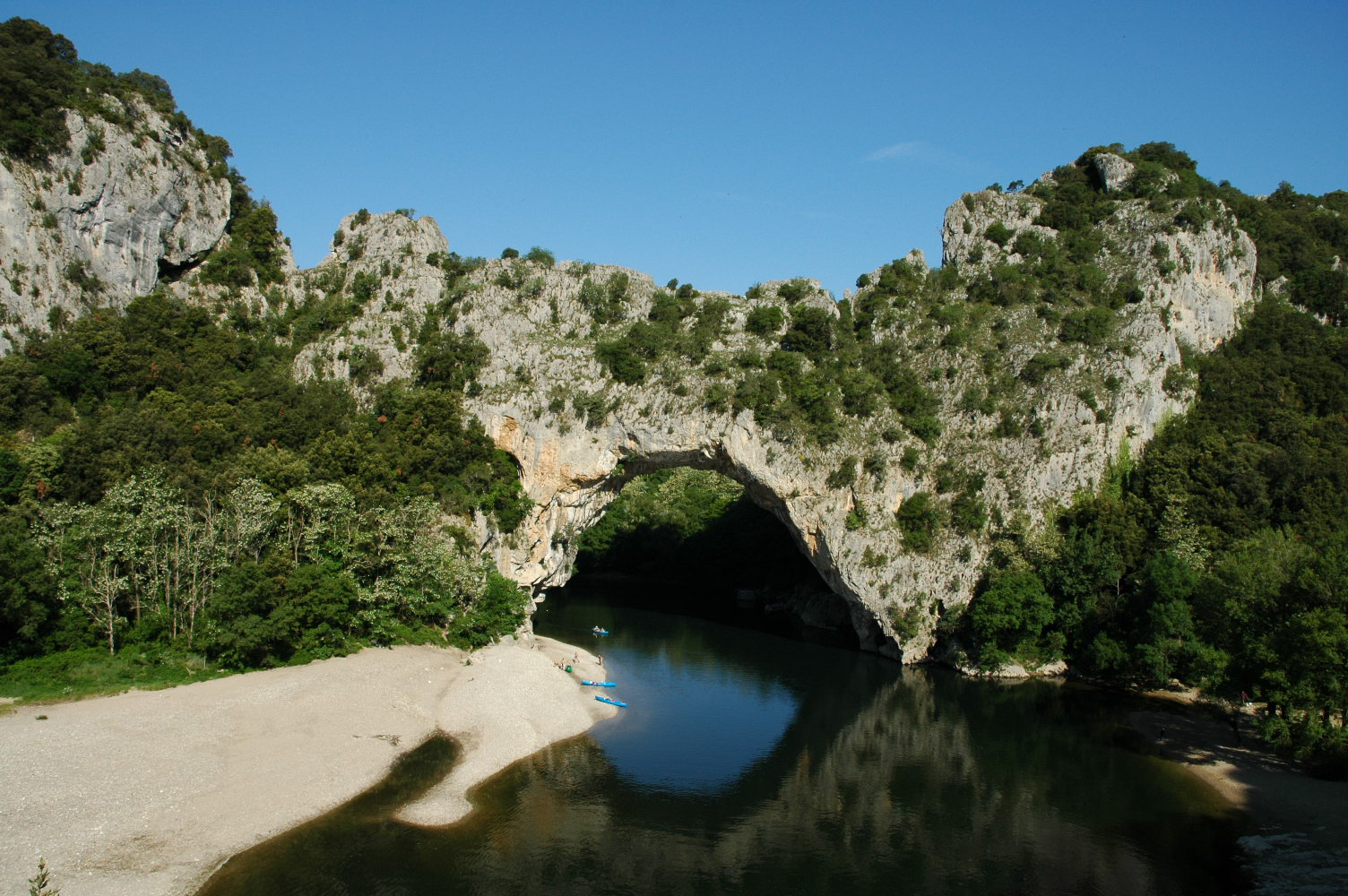
Vista del Pont d'Arc, ubicació de la cova.

La cova està situada a les coordenades N 44° 21' i I 4° 29' 24", per sobre del curs superior del riu Ardecha abans de l'obertura de l'arc de Pont d'Arc. Les goles de la regió d'Ardecha són la llar de nombroses coves, moltes d'elles amb interès geològic o arqueològic. La cova de Chauvet, no obstant això, és inusualment gran i la qualitat, quantitat i estat de les obres d'art trobades a les seves parets són espectaculars. Sobre la base de la datació per radiocarboni, la cova sembla haver estat ocupada pels éssers humans durant dos períodes diferents: el Aurinyacià i el Gravetià. La major part de l'obra d'art es remunta a la més antiga de les dues eres, el Aurinyacià (30 000 a 32 000 AP). La posterior ocupació gravetiana, que es va produir fa 25 000 a 27 000 anys, va deixar poc més que petjades d'un nen, les restes carbonitzades de llars antigues i les taques de fum de les torxes que il·luminaven les coves. Després de la visita del nen a la cova, es van descobrir indicis que suggereixen que la cova es va tapar fins que va ser redescoberta l'any 1994. Les petjades poden ser les més antigues petjades humanes que es poden datar amb precisió.
El sòl argilenc de la cova conserva les petjades d'ossos de les cavernes, juntament amb grans depressions arrodonides, que es creu són els nius "on els ossos dormien". Els ossos fossilitzats són abundants i inclouen els cranis d'ossos de les cavernes i el crani amb banyes d'un íbex.

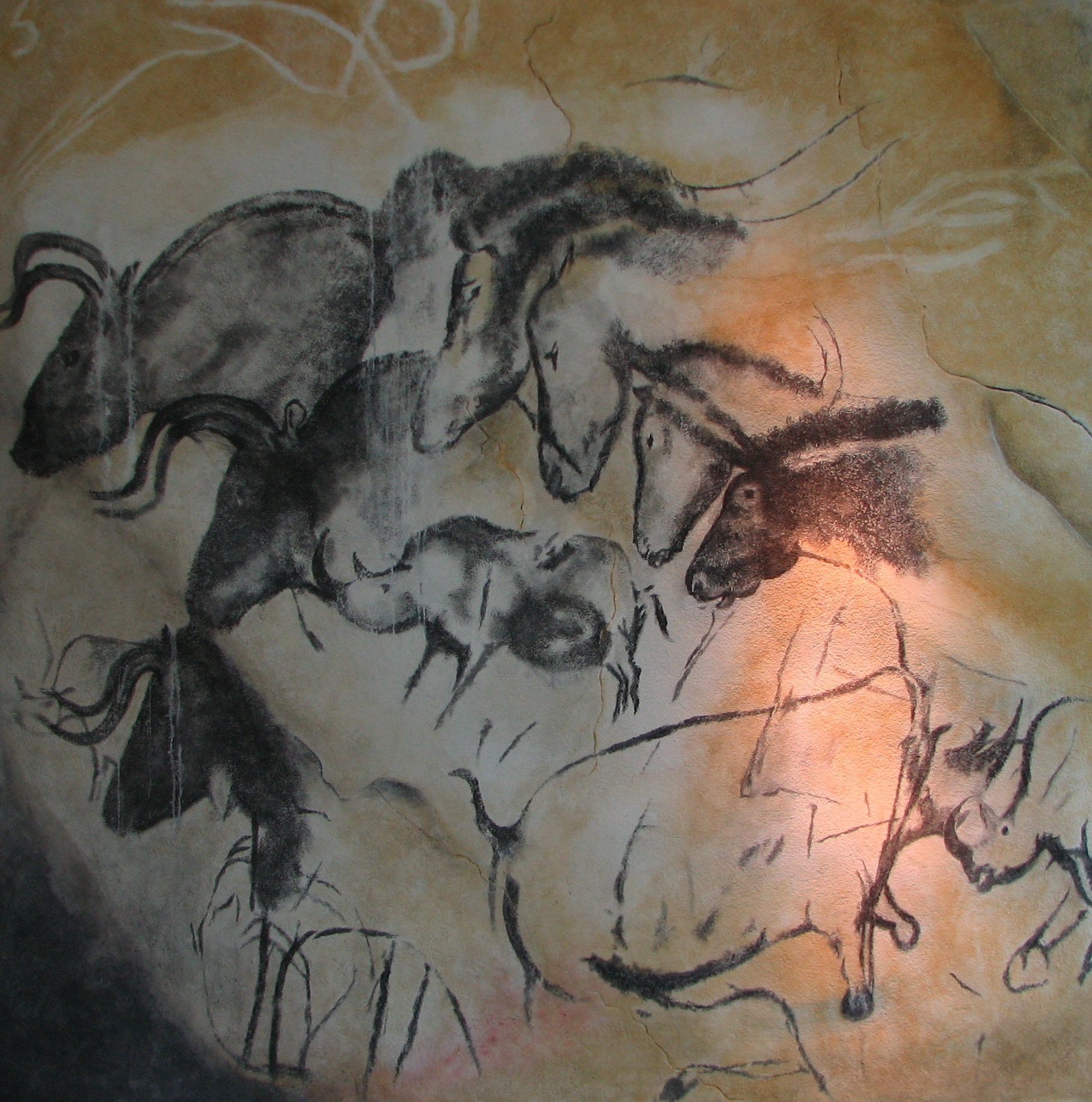
Pintures a la cova de Chauvet.

Centenars de pintures d'animals han estat catalogades, representant almenys tretze espècies diferents, incloses les que rares vegades, o mai, s'ha trobat en altres pintures de l'època glacial. En lloc de representar només els animals relacionats amb la caça, que predominen en l'art rupestre paleolític, és a dir, cavalls, bisons, rens, etc., les parets de la cova de Chauvet es cobreixen amb depredadors: lleons, panteres, ossos, mussols i hienes. Més típica de les coves amb art és l'absència de pintures de figures humanes completes, encara que existeix una possible figura de "Venus" parcial, que pot representar les cames i els genitals d'una dona. També pot estar present una figura quimèrica que sembla tenir la part inferior del cos d'una dona amb la part superior del cos d'un bisó. Hi ha panells d'impressions i plantilles de mans positives en ocre vermell realitzades per impressió directa. Símbols abstractes, línies i punts, es troben en tota la cova. També hi ha dues imatges no identificables que tenen una vaga forma de papallona. Aquesta combinació de temes ha portat als experts en art i cultures prehistòriques a creure que poguessin ser pintures de tipus ritual, xamànic o màgic. Així mateix hi ha pintures de fongs màgics que suggereixen que deu haver estat una cultura xamànica. Els artistes que van produir aquestes pintures úniques van utilitzar tècniques no observades de forma habitual en altres pintures rupestres. Moltes de les pintures semblen haver estat fetes després de raspar les parets per deixar-les lliures d'enderrocs i concrecions. Això deixava una superfície més suau perquè els artistes treballessin. De la mateixa manera, s'aconsegueix un aspecte tridimensional mitjançant la incisió o gravat sobre els contorns d'algunes figures. Això emfatitza visualment alguns dels animals i permet que la llum de les torxes projecti ombres sobre les vores.

## Datació

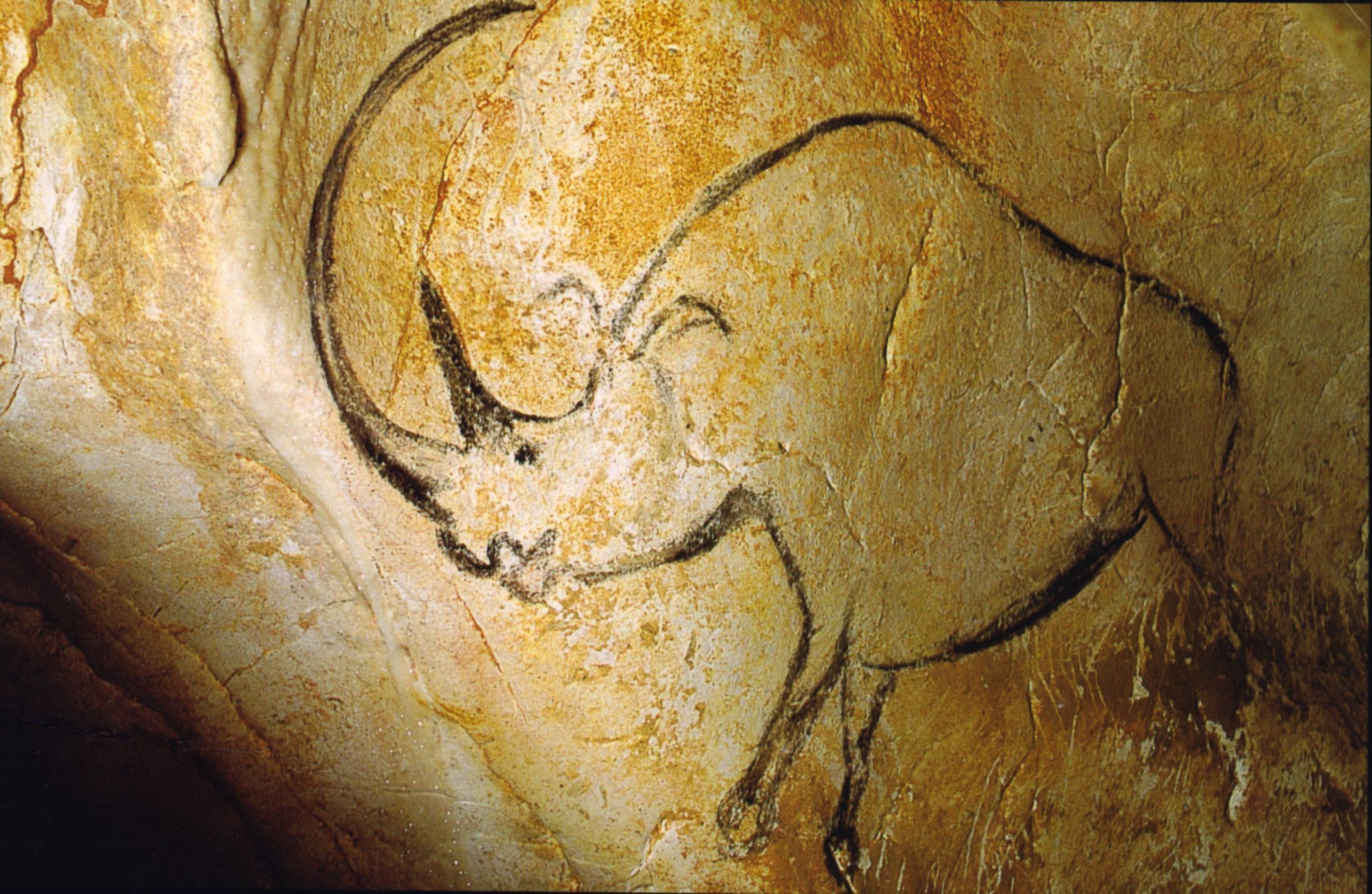
Rinoceront pintat a la cova de Chauvet.

La cova conté les pintures rupestres més antigues conegudes, basant-se en la datació per radiocarboni del «sutge sobre els dibuixos, procedent de les torxes i del sòl», segons Jean Clottes. Clottes conclou que «les dates es divideixen en dos grups, un centrat al voltant de 27 000-26 000 AP i l'altre al voltant de 32 000-30 000 AP». A partir de 1999, s'han fixat les dates de 31 mostres de la cova. La més antiga, mostra Gifa 99776 de la «zona 10», es data en 32 900 ± 490 AP.
No obstant això, alguns arqueòlegs han posat en dubte aquestes dates. Christian Züchner, basant-se en la seva datació arqueològica, és de l'opinió que les pintures vermelles són del període Gravetià (c. 28 000-23 000 AP) i les pintures negres són de principis del període Magdalenià (ca.18 000 -10 000 AP).Pettitt i Bahn creuen que la datació és inconsistent amb l'evolució estilística tradicional i que és incert l'origen del carbó vegetal utilitzat en els dibuixos i el grau de contaminació en les superfícies de roca exposada. Nous estudis de l'estil mostren que alguns dels gravats gravetiencs se superposen a les pintures negres demostrant l'origen més antic de les pintures.